# Cinematograful „Florin Piersic” din Cluj-Napoca
La data de 26 ianuarie 2011 fostul cinematograf Republica își schimbă denumirea și primește numele celui mai mare actor pe care l-a dat orașul Cluj-Napoca - Florin Piersic. Autoritățile clujene onorează astfel cariera de 50 de ani a unuia dintre cei mai cunoscuți și apreciați actori români. Inaugurarea a avut loc la ora 18 cu participarea artistului care a sosit la deschidere călare.
Cinematograful este cotat la categoria 1 și este situat în Piața Mihai Viteazul din Cluj-Napoca la nr. 11, are un număr de 729 de locuri, sunet Dolby Stereo (dotat din aprilie 1998 cu o investiție de 40,000 dolari) și un mic bufet la intrare denumit „La Mărgelatu'”. În modernizarea noului cinematograf RADEF și Primăria Cluj-Napoca au investit aproximativ un milion de euro.

## Istorie
Arhitecții care au proiectat clădirea în care se află cinematograful au primit din partea Uniunii Arhitecților o mențiune. Planul edificiului ridicat în anul 1963, este unul trapezoidal, o copertină amplă, ușor curbată, marchează și protejează parterul. Blocul la parterul căruia se află cinematograful este parte integrantă a ansamblului arhitectural denumit '''Piața Mihai Viteazul din Cluj-Napoca''', statuia ecvestră a voivodului folosind drept fundal clădirea cinamatografului.
Reamintim că fostul cinematograf Republica a fost primul cu ecran panoramic din oraș.